# Liste der Mitglieder der National Academy of Sciences/1867
Im Jahr 1867 wählte die National Academy of Sciences der Vereinigten Staaten 5 Personen zu ihren Mitgliedern.

## Neugewählte Mitglieder
- Joachim Barrande (1799–1883)
- C. H. C. Burmeister (1807–1892)
- Heinrich Dove (1803–1879)
- Christian A. Peters (1806–1880)
- Justus von Liebig (1803–1873)